# Argyrophis hypsobothrius
Argyrophis hypsobothrius — вид змій родини сліпунів (Typhlopidae). Ендемік Індонезії.

## Поширення і екологія
Argyrophis hypsobothrius відомі за двома зразками, зібраними на острові Суматра.